# 掃叭トンネル

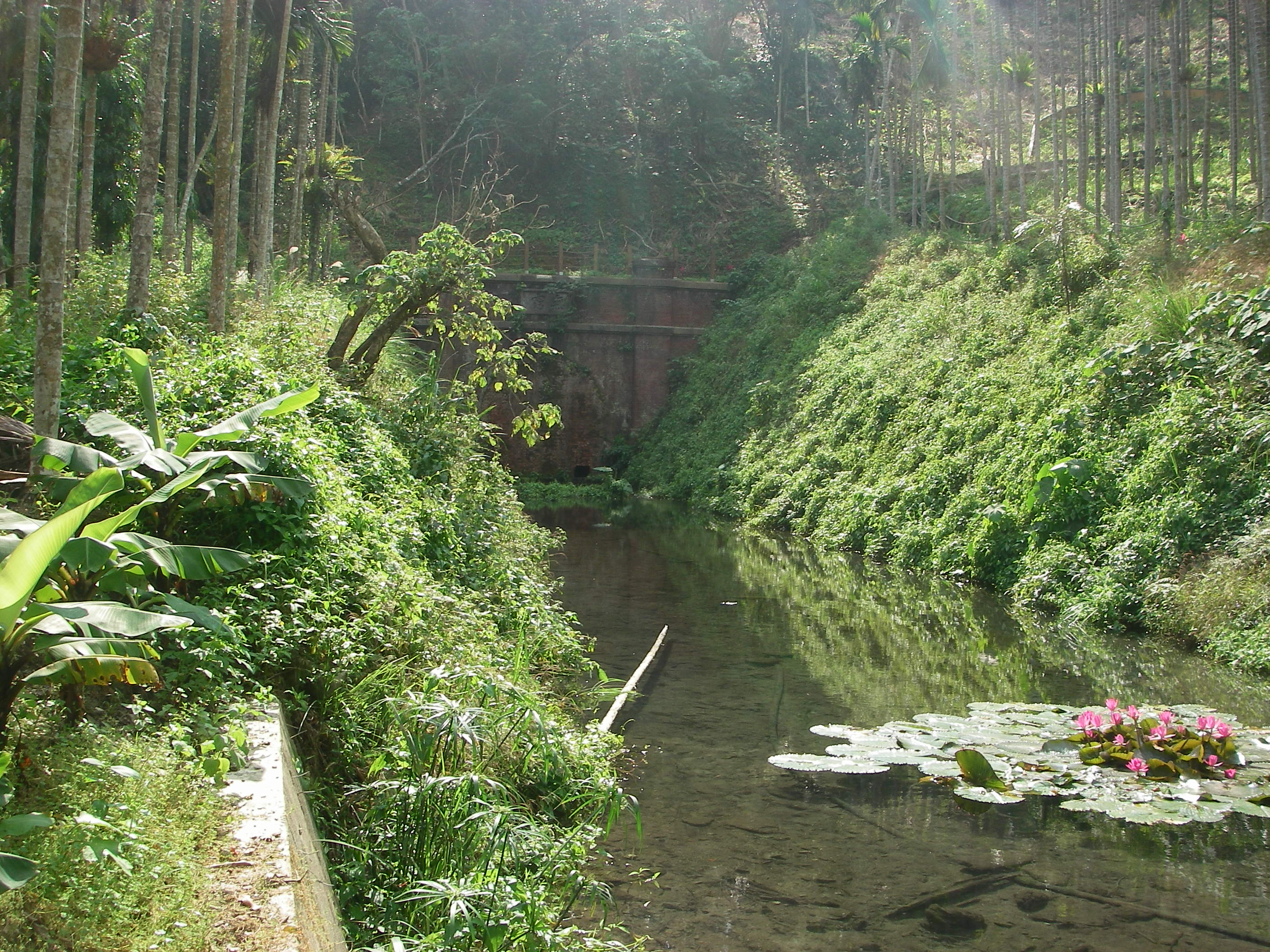
掃叭トンネル北口(2007年)

掃叭トンネル（さっぱトンネル）あるいは掃叭隧道（さっぱずいどう）とは、かつて台湾花蓮県瑞穂郷にあった台湾鉄路管理局台東線の廃止されたトンネルである。舞鶴信号場と三民駅の間に位置しており、全長は1,166.33 mで1916年10月に完成したレンガ作りのトンネルであった。台東線全通時に使用開始され、元は軌間762 mmの狭軌であった。
トンネルの両側は20パーミルの勾配で列車の運行に不利なのと、古くからの湧水問題は未解決であった。そこで、台東線の改軌時に旧線の東側に新線を設けて自強1号トンネルと自強2号トンネルを新たに作る事に決定した。当初の予定では1982年6月に新線が完成する予定であったが、新線建設が遅れたので、本トンネルの高さを下に掘り下げて拡げて暫定的に1,067 mmの列車を運行させた。1984年12月28日に新線に切り替えて本トンネルは廃止された。
本トンネルは南北両方に扁額がある。北口は佐久間左馬太総督筆の「無窮」で、南口は安東貞美総督筆の「宏達」である。
2016年12月に県政府文化局が指定古蹟登録を公告。

## 保存状況
入口は塞がれている。旧線区間は道路になっている。
北口入口は水が溜まり池になっている。